# Бабин, Пётр Евстафьевич
Пётр Евстафьевич Бабин  — советский политический деятель, депутат Верховного Совета СССР 1-го созыва (1938—1946).
Был избран депутатом Верховного Совета СССР 1-го созыва от Хакасской автономной области в Совет Национальностей в результате выборов 12 декабря 1937 года.